# 阿拉套山
阿拉套山，前苏联国家称之为“準噶爾阿拉套”（羅馬化：Joŋĝar Alatawı）或“七河阿拉山”（羅馬化：Jëtisuw Alatawı），是天山北部山脉的一部分，位于新疆博尔塔拉蒙古自治州与哈萨克斯坦七河地区之间，长约450千米，最高峰别斯巴斯坎山（另一说为厄尔格吐尔格山）海拔4464米(另一说4569米),由卡拉套、巴斯坎套、托克桑拜、别德任套等平行山脉所组成。阿拉套山东端的阿拉山口（最低海拔仅450m），另一说为282m，为中国和哈萨克斯坦两国边界的重要口岸。山口以东为巴尔鲁克山。